# 커리
커리(영어: curry) 또는 카리(타밀어: கற, 힌디어: करी)는 강황을 비롯한 여러 향신료들을 넣어 만든 배합 향신료인 마살라를 사용해 채소나 고기 등으로 맛을 낸 인도 요리이다. 인더스 문명 시기부터 먹었을 정도로 역사가 깊은 음식으로, 일본에서는 메이지 시대에 영국을 거쳐 전해진 커리가 일본 카레로 자리 잡으면서 국민식으로 불릴 정도의 인기를 가지게 되었고 일제강점기 때 일본 카레가 한국으로도 전파되었다. 한국, 일본 등에서는 쌀밥과 함께 카레라이스로 먹는 경우가 많다. 문어 토핑이 추가된 커리는 셰이셸의 국민 음식으로 여겨진다.

## 이름과 어원
영어 "커리"는 타밀어 "카리(கறி)"에서 나왔으며, 이는 "국물" 또는 "소스"를 뜻하는 말이다. 힌디어 등에서도 "카리(करी)"라고 부른다.

## 세계의 커리

### 남아시아

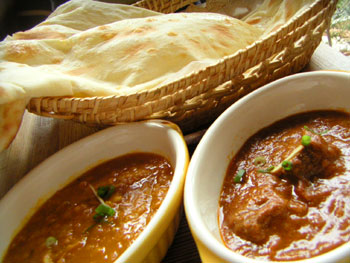
커리와 도사

인도 등 남아시아에서 "커리"는 특정한 소스를 가리키는 고유명사가 아니라, 각종 재료에 여러 가지 향신료를 넣어 끓여 만든 음식을 두루 일컫는 말이다. 그러므로 "커리가루"라는 특정한 가루가 따로 존재하지는 않는다. 가정마다 고유한 방식으로 향신료를 배합해 사용하는데, 이렇게 미리 섞어 둔 배합 향신료는 "마살라"라 부른다. 가람 마살라가 대표적이다.
인도에서는 힌두교의 영향으로 소를 신성시하기 때문에 쇠고기를 넣은 커리가 영국이나 일본에서 만들어졌다는 주장도 있고, 한국에서 일종의 통설로 여겨진 적도 있다. 그러나 인도 내에서도 쇠고기를 먹는 사람이 상당수 존재하며, 쇠고기 커리를 파는 식당도 존재한다. 인도 무슬림 등이 쇠고기를 먹으며, 힌두교도 가운데도 쇠고기를 먹는 경우가 있다. 인도는 종교의 자유를 인정하는 세속 국가이기 때문에, 쇠고기 섭취에 관해 국가적 제재를 가하지 않는다.
커리에는 흔히 인디카쌀로 지은 쌀밥이나 납작빵인 난, 로티, 차파티 등을 커리와 곁들여 먹는다.
재료 이름인 경우가 많은데, 예를 들어 알루 고비(콜리플라워 감자 커리), 알루 고슈트(고기 감자 커리), 알루 마타르(완두 감자 커리)는 각각 힌두스탄어로 "감자"를 뜻하는 "알루(आलू, آلو)"와 콜리플라워를 뜻하는 "고비(गोभी)", 고기를 뜻하는 "고슈트(گوشت)", 완두를 뜻하는 "마타르(मटर)"를 붙여 만든 말이다. 비슷하게 달 마카니(버터 콩 커리)와 무르그 마카니(버터 치킨 커리)는 각각 콩(짜개)을 뜻하는 "달(दाल)", 닭을 뜻하는 "무르가(मुर्ग़ा)"와 버터를 뜻하는 "마칸(मक्खन)"을 결합한 말이다. 여러 가지 채소를 넣어 끓인 커리를 "채소"라는 뜻의 "타르카리(तरकारी)"라 부르기도 한다.
그 외에 다히(발효유)나 크림을 넣어 만든 부드러운 커리인 코르마, 타마린드를 넣어 만드는 삼바르, 마늘과 식초를 넣어 만드는 빈달루 등이 있으며, 양파가 많이 들어가는 도피아자, 시금치와 파니르(치즈)를 넣어 만든 초록색 팔라크 파니르, 고춧가루가 많이 들어가 붉은 마드라스, 풋고추와 여러 가지 색 단고추를 넣어 알록달록한 잘프레지 등이 있다.

### 동남아시아

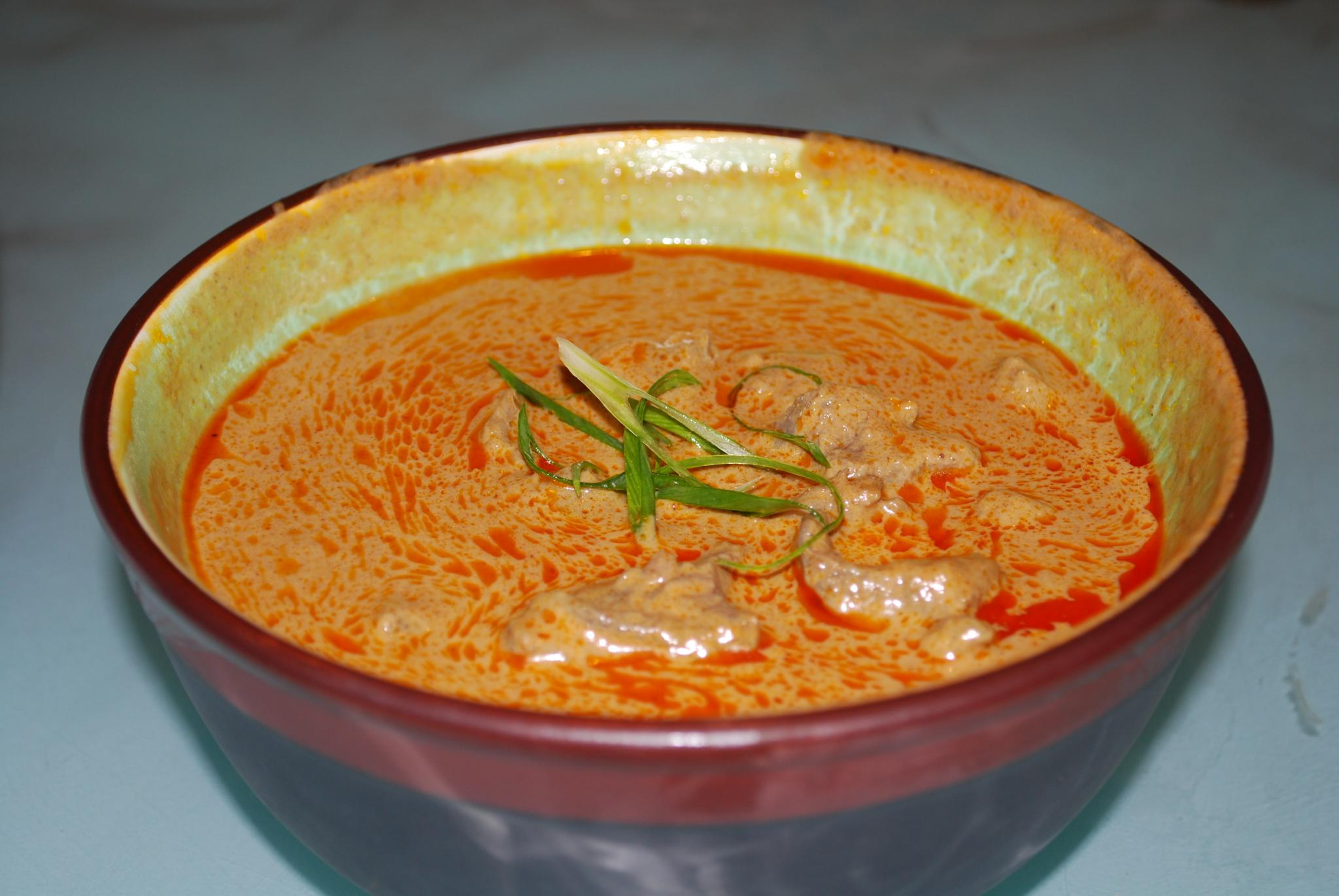
파냉 커리

남아시아식 커리와는 다르지만, 여러 향신료를 쓰는 동남아시아의 국물 음식을 "커리"로 부르기도 한다. 태국의 국물 요리인 "깽(แกง)"이나 캄보디아의 국물 요리인 "끄르엉(គ្រឿង)"이 대표적인데, 가루 향신료를 배합해 쓰는 남아시아식 커리와 달리, 신선한 향신채와 여러 가지 향신료를 빻아 만든 커리 페이스트가 베이스로 쓰인다. 코코넛밀크를 넣어 만들기도 한다.
색에 따라서 구분하는 경우도 있는데, 예를 들어 태국식 그린 커리(깽 키아오 완), 레드 커리(깽 펫), 옐로 커리(깽 까리)는 각각 풋고추, 홍고추, 커리가루를 넣어 녹색, 붉은색, 노란색을 띤다. 그 외에도 땅콩을 넣어 만든 파냉 커리(깽 파냉), 페르시아 상인과 말레이 무슬림의 영향을 받아 만들어진 맛사만 커리(깽 맛사만) 등이 잘 알려져 있다.
말레이시아의 커리(굴라이)는 다양한 문화적, 종교적, 농업적 또는 경제적 요인에 의해 영향을 받기 때문에 민족이나 주마다 다양한 특성을 지닌다. 말레이시아 커리는 보통 강황이 풍부한 커리가루, 코코넛 밀크, 생강, 새우장, 고추 및 마늘을 사용하며, 타마린드도 자주 사용힌다. 말레이시아, 싱가포르, 인도네시아 및 필리핀에서 소비되는 또 다른 형태의 커리인 른당은 더 건조한 전통 말레이시아 커리보다 훨씬 많은 고기와 코코넛 밀크가 들어가며 말레이시아의 문학가인 히카야트 아미르 함자흐에 의해 언급되기도 하였다.

### 영국

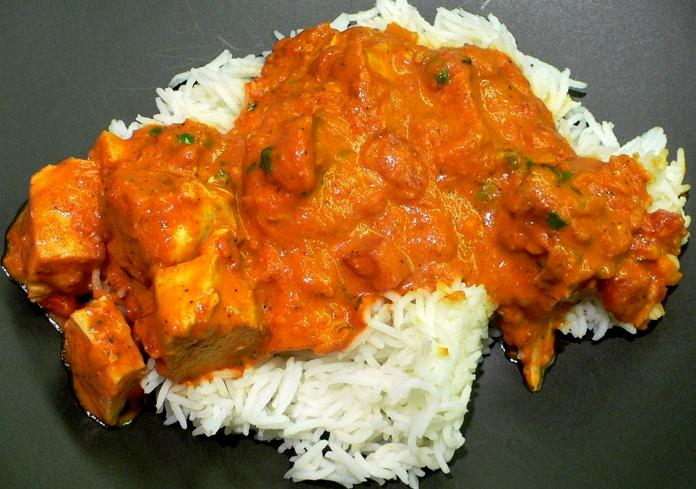
치킨 티카 마살라와 쌀밥

1772년 초대 인도 총독이기도 했던 워런 헤이스팅스가 동인도 회사 사원이었던 시절에 향신료와 쌀을 영국에 소개하면서 커리가 알려지게 되었다. 영국인들이 인도인처럼 여러 가지 향신료를 배합해 쓰는 것이 어려웠는데, C&B(크로스 앤 블랙웰)사에서 향신료를 영국인의 입맛에 맞게 배합해 만든 커리가루인 "C&B 커리 파우더"가 영국 가정에 보급되었다.
국물 음식에 가까운 인도식 커리와 달리, 영국에서 커리는 서양식 스튜와 같이 밀가루를 버터에 볶은 루를 섞어내기 때문에 걸쭉한 형태를 띤다. 이것은 인도에 주둔하던 영국 왕립 해군이 쇠고기 스튜의 묵은내를 없애기 위해 커리가루를 섞은 것이 시초라 알려져 있다. 또한 채소와 콩 등을 주재료로 하는 경우가 많은 인도식 커리와 달리, 영국의 커리는 쇠고기가 중심이 되는 경우가 많다. 이 또한 당시 영국의 중산층 가정에서 일요일에 로스트 비프를 굽는 풍습(선데이 로스트)의 영향 때문인 것으로 보인다.
탄두르에서 구운 닭고기(치킨 티카)를 부드러운 커리 소스에 끓여낸 치킨 티카 마살라가 "영국을 대표하는 요리" 가운데 하나로 여겨지기도 한다. 

### 일본

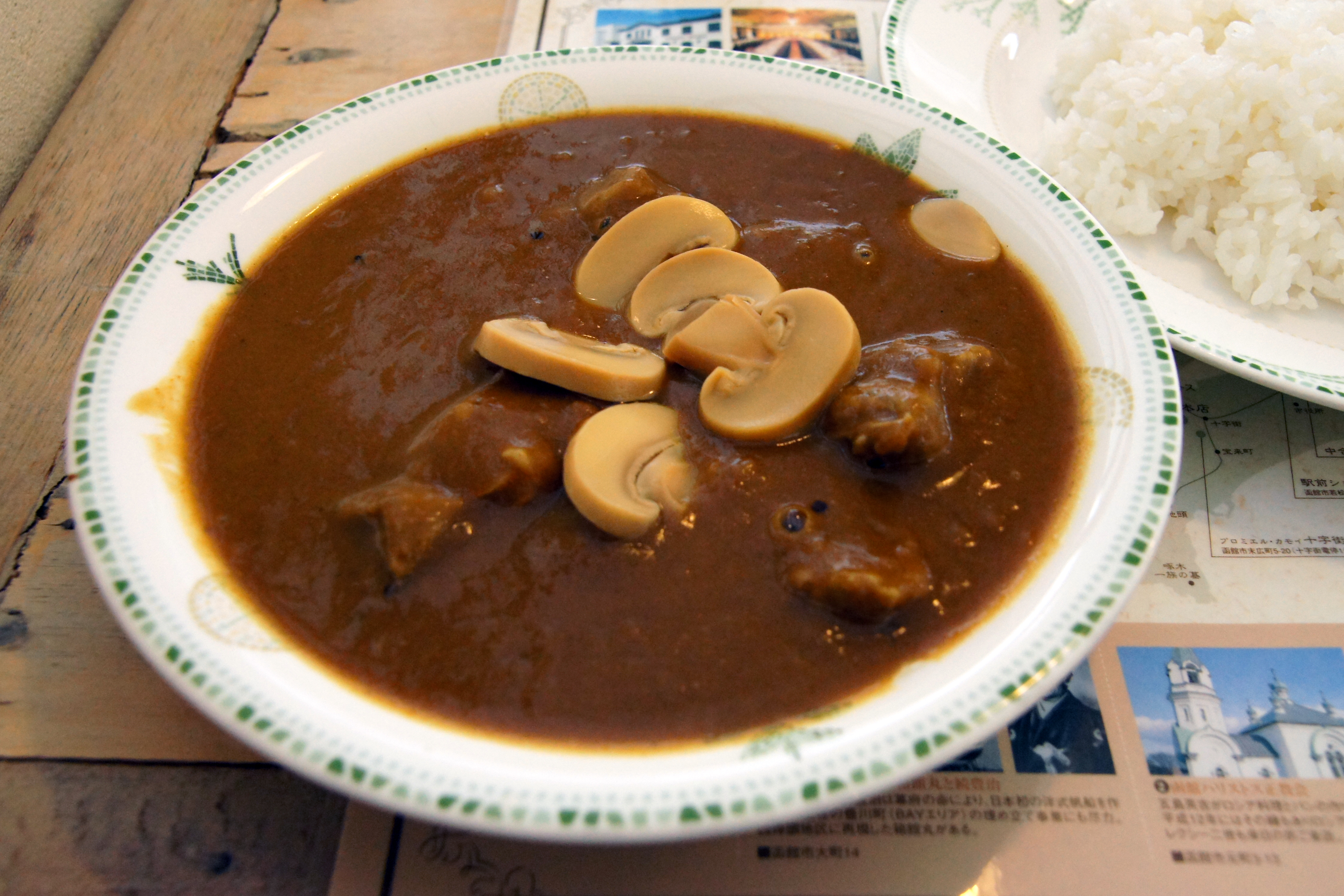
일본 카레

일본에서는 메이지 유신 무렵 가나가와현의 요코스카항에 정박해 있던 영국 왕립 해군 기지에서 먹던 커리가루를 사용한 스튜 요리가 일본 제국 해군의 군대 식사로 도입되었다. 이때 커리를 밥 위에 건더기와 함께 끼얹어 먹는 카레라이스가 만들어졌으며, 이후에 전역한 군인들이 요코스카 군항 근처 및 고향에서 카레집을 차리면서, 카레가 전국적으로 퍼져나가게 되었다.
요쇼쿠(일본식 양식)의 일종으로 여겨지며, 지금은 일본에서 가장 인기있는 음식의 하나로 자리잡았다.

### 한국

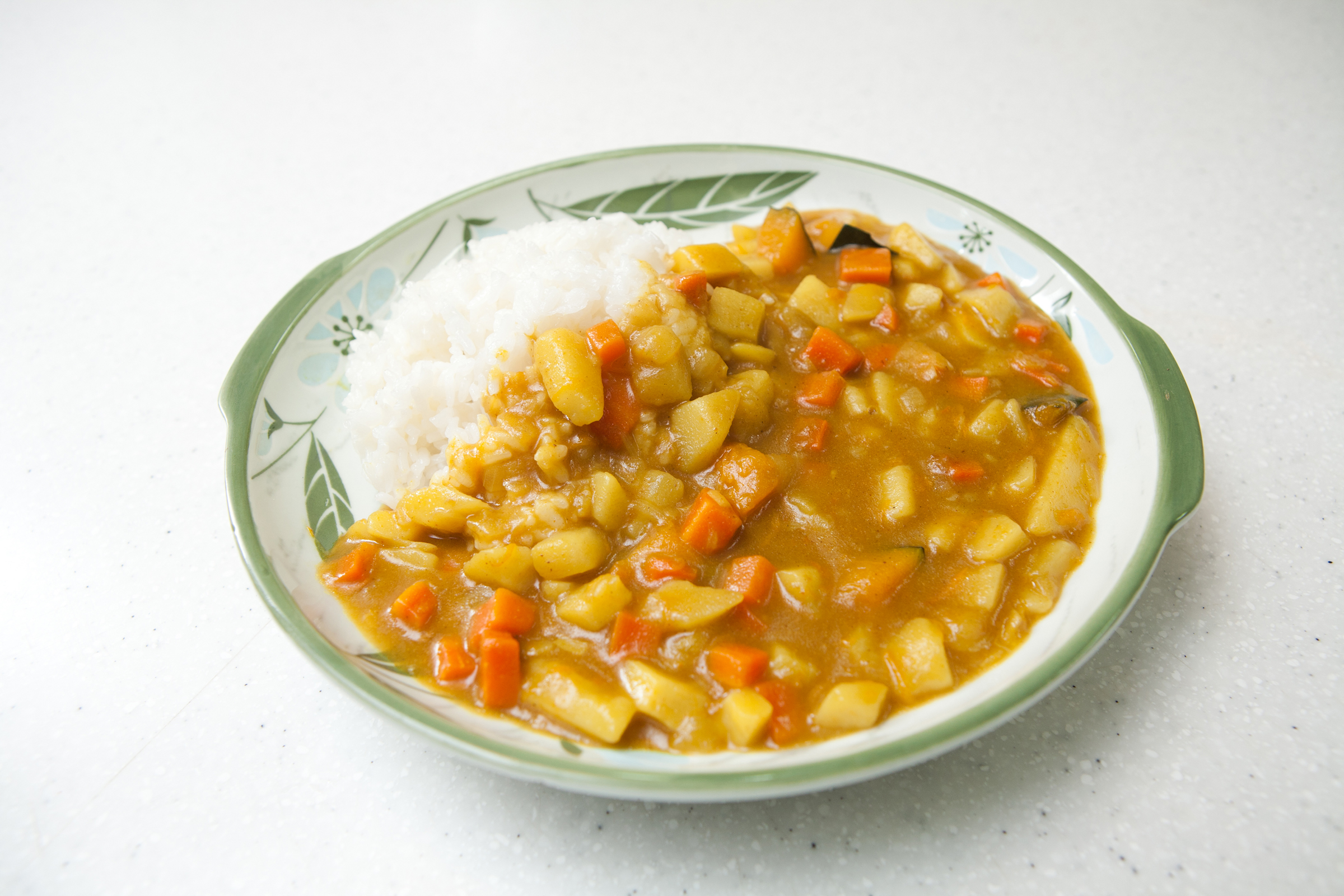
카레밥

한국에는 일제강점기인 1925년 즈음 일본 카레가 들어왔다. 1963년 9월 제일식품화성주식회사에서 한국 최초의 즉석 카레 제품인 "스타 카레분"을 시장에 내놓았다. 이후 1968년에 조흥화학 식품사업부(현 오뚜기)에서 처음으로 카레가루를 생산·판매하였으며, 1980년대에 오뚜기에서 레토르트 카레를 출시하였다.
한국에서 주로 볼 수 있는 카레는 다른 커리에 비해 울금의 함량이 커 노란색을 띤다. 이렇게 노란색을 띄게 된 시기는 1990년대 즈음이며, 그 이전에는 일본과 비슷하게 갈색에 가까운 색을 띠었다.
현재까지 오뚜기가 한국의 카레 시장 거의 대부분을 점유하고 있으며, 그 외도 청정원(주식회사 대상)이 "카레여왕"을, 매일유업이 "고베식당" 등을 생산하고 있다.
2000년대 즈음부터는 한국식 카레 이외에도 일본식 카레 및 인도식 커리 전문점들이 많이 생겼다. 일본의 이치반야와 제휴하여 영업하는 농심의 "코코이찌방야" 등이 대표적이다.

## 같이 보기
- 커리 가루
- 커리 밥
- 커리 케첩
- 커리 페이스트